# Загор'є (Огулин)
45°12′ пн. ш. 15°14′ сх. д. / 45.20° пн. ш. 15.23° сх. д.
Загор'є (хорв. Zagorje) — населений пункт у Хорватії, у Карловацькій жупанії у складі міста Огулин.

## Населення
Населення за даними перепису 2011 року становило 115 осіб.
Динаміка чисельності населення поселення: